# توماس براون
سِر توماس براون (به انگلیسی: Sir Thomas Browne) (زاده ۱۹ اکتبر ۱۶۰۵ - درگذشته ۱۹ اکتبر ۱۶۸۲) نویسنده و مولف انگلیسی بود. آثار وی زمینه‌های متنوعی از جمله پزشکی، دین، علم و علوم خفیه را در بر می‌گیرد.